# 나라 사오리
나라 사오리(일본어: 奈良 沙緒理, 1985년 2월 7일 ~ )는 일본의 배우이다.

## 출연
- 불타라!! 로보콘 - 쿠리하라 모모코 역